# Grundfos

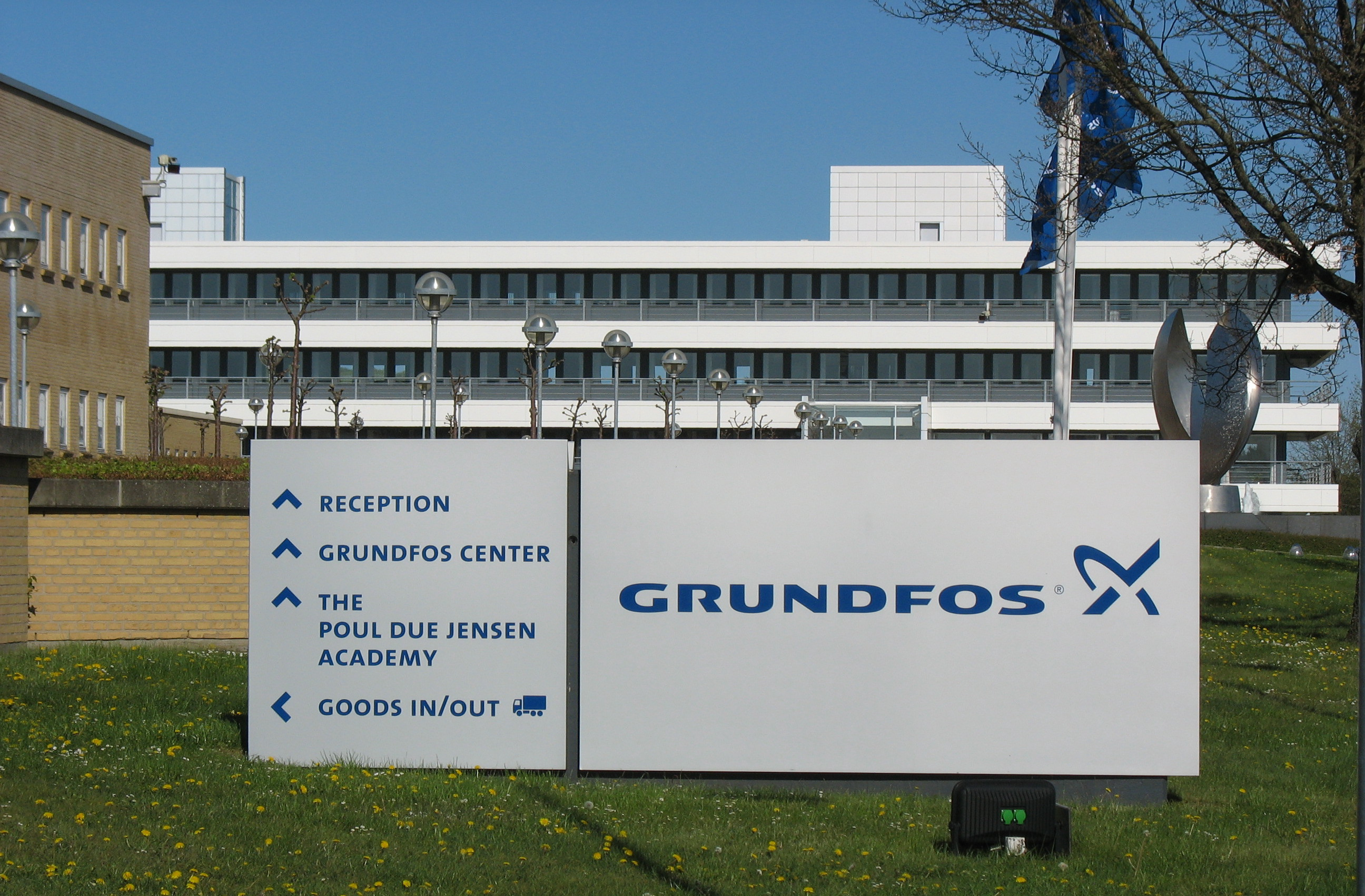
ビェリングブローの本社

Grundfos (デンマーク語発音: [ˈɡʁɔnˀfʌs])は、デンマークを基盤とするポンプ製造企業で、全世界で1万9000人以上の従業員を雇用している。
循環ポンプ(SP)や水中ポンプ(SP)、渦巻きポンプ(CR)等、年間1600万個以上のポンプを製造している。
電動機はポンプ用も単体販売も行っている。
ポンプ等を制御する電子制御機構も開発している。

## 歴史
1945年、Poul Due Jensenがデンマークの中央ユラン地域のヴィボー市のビェリングブローで開業した。
当時の社名は「Bjerringbro Pressestøberi og Maskinfabrik」(ビェリングブロー圧力鋳造・機械工場)だった。
1967年以降何度か社名が変わり、現在の社名となった。
1975年、Poul Due Jensen基金が設立された。
1985年、初の電気製品を販売した。
1990年5月、Grundfos Technology Centreが設立された。
1991年、Grundfos Electronicsが設立された。
1993年、開発、デザイン、製品管理が新築のInnovation Centreに移転した。
2004年度には、5億4300万デンマーク・クローネ(約97億円)が研究開発に使われた。
2005年、ドイツのAlldosを買収した。
Alldosは薬注ポンプや消毒装置を扱う約250人規模の企業で、ヨーロッパや中東、オーストラリアで大きな存在感を持つ。
Alldosはデジタル薬注ポンプ分野で唯一のGrundfosの競争相手だった。
2006年、Hilgeを買収した。
2007年1月、アメリカのPeerless Pump Companyを買収した。
Peerlessは400人以上の社員と1.1億$以上の売上を持っていた。
2015年、HilgeをGEAに売却した。

## オーナー制度

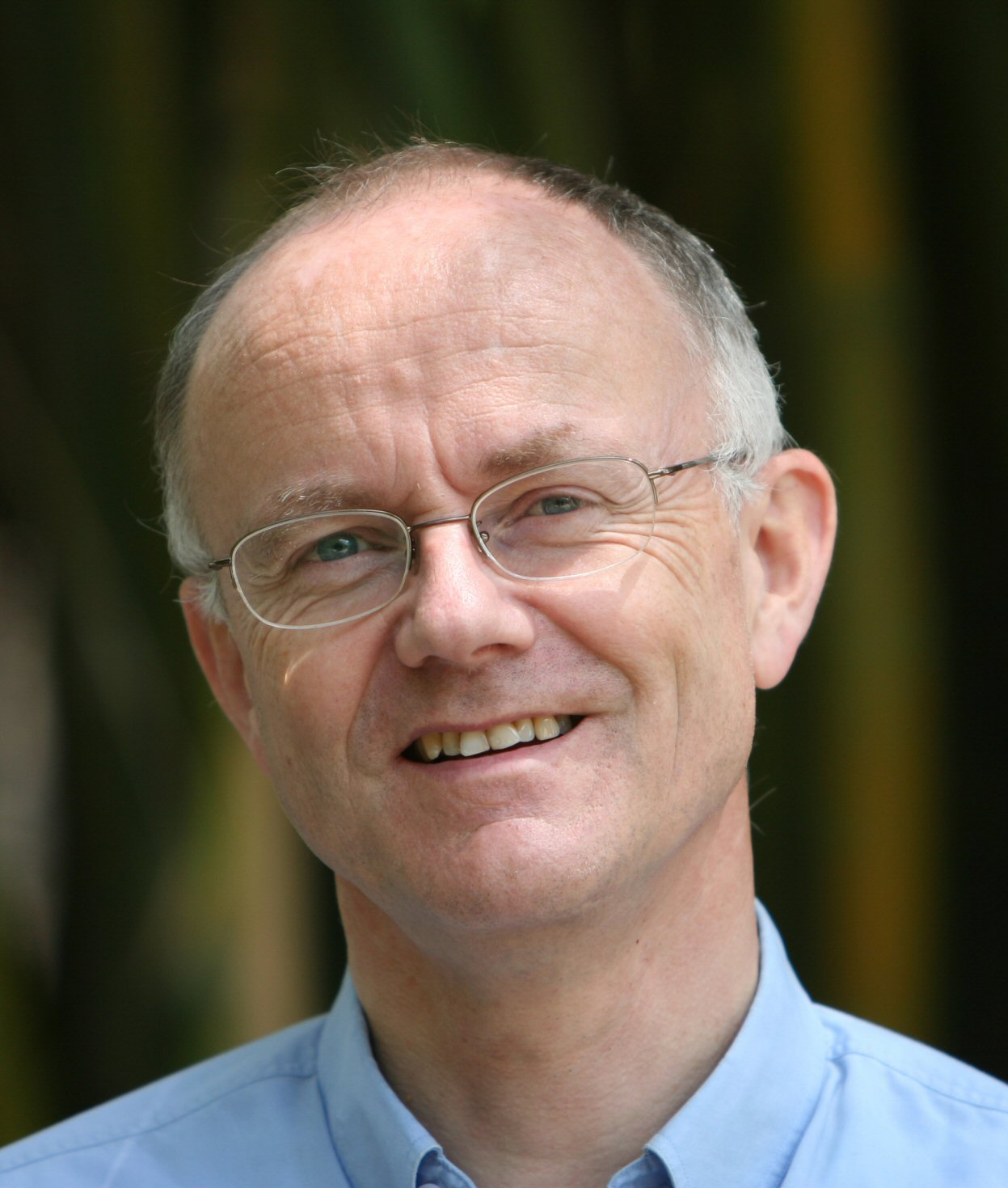
ラース・コリンド

Grundfos Holding A/Sの株式は、1975年に設立されたPoul Due Jensen基金が86%、社員が2%、創業者一族が12%を所有する。
基金の目的はグループの継続的発展であり、資金や利益はグループのためにのみ使用される。
Grundfos Holding A/Sがグループの中心で、かつてラース・コリンドが議長を務めていた。